# Robert Blackwell
Robert "Bumps" Blackwell (23 de mayo de 1918 - 9 de marzo de 1985) fue un  compositor estadounidense, arreglista y productor musical, conocido por su trabajo en la supervisión de los primeros éxitos de Little Richard, así como Ray Charles, Quincy Jones, Lloyd Price, Sam Cooke, Herb Alpert, Larry Williams, y Sly and the Family Stone en el inicio de sus carreras musicales. No debe ser confundido con otro compositor: Otis Blackwell.

## Biografía
Nacido como Robert Alexander Blackwell en Seattle, Washington, dirigió un grupo de jazz a finales de 1940 que incluyeron al pianista Ray Charles y el trompetista Quincy Jones. Se trasladó a Hollywood, California para continuar estudiando composición, pero en lugar de eso tomó un trabajo en Art Rupe de Specialty Records como arreglista y productor. Él trabajó con Larry Williams, Lloyd Price y Guitar Slim, además de producir el aumento de Little Richard al estrellato en 1955.
Además de producir gran avance a Little Richard con "Tutti Frutti" al cantar la canción en el estudio, Blackwell también produce otro Little Richard a mediados de los 50s, y la coescritura algunas canciones, entre ellas: "Long Tall Sally"; "Good Golly Miss Molly", "Ready Teddy" y "Rip It Up". Todos ellos rápidamente se convirtieron en grandes artistas de Rock and Roll y pop, y posteriormente sus canciones han sido versionadas por cientos de artistas como Elvis Presley, The Beatles y Creedence Clearwater Revival.
En 1981 Blackwell producido algunas canciones para el álbum de Bob Dylan, Shot of Love, incluyendo la canción principal.
Blackwell murió en su casa en la Hacienda Heights en Whittier, California en 1985 de neumonía.

## Discografía

### Como coescritor y productor
- 1956 "Long Tall Sally"(Blackwell / Johnson / Penniman )- Little Richard, EE. UU. Pop # 6, Reino Unido # 3.
- 1956 "Ready Teddy" (Blackwell / Marascalco ) - Little Richard, EE. UU. Pop # 44
- 1956 "Rip It Up" (Blackwell / Marascalco) - Little Richard, EE. UU. Pop # 17, # 30 Reino Unido.
- 1958 "Good Golly Miss Molly" (Blackwell / Marascalco) - Richard Little, EE. UU. Pop # 10, Reino Unido # 8

### Como Productor
- 1957 "You Send Me" (Sam Cooke), EE. UU. Pop # 1, # 29 Reino Unido
- 1981 "Shot of Love" (Bob Dylan)